# Chaves (apellido)
El apellido Chaves es un apellido español que pasó a América.
La información que se tiene sobre su tronco original se basan en el año 1160, fecha en que Garci López y su hermano Rui López, contribuyeron a la conquista de la villa de Chaves, Portugal, por lo que recibieron del rey Alfonso Enríquez la misión de poblarla y tomando su nombre por apellido dieron con ello nacimiento al muy ilustre y estimado linaje del apellido Chaves.
Este linaje se extendió por España, pero principalmente por el sur de la misma, específicamente en Andalucía y parte de Extremadura. Existen casas solariegas en Portugal, Ciudad Rodrigo, Santa Cruz de la Sierra, Trujillo, Bienvenida y Llerena.